# Synagogenchor Zürich
Der Synagogenchor in Zürich, Hauptort des gleichnamigen Kantons in der Schweiz, wurde 1884 gegründet.
Der Chor wird von der Israelitischen Cultusgemeinde Zürich getragen. 
Der Chor singt einmal monatlich in der Synagoge in der Löwenstraße im Gottesdienst am Schabbatmorgen sowie an den hohen Feiertagen. Darüber hinaus singt der Chor an interkonfessionellen Anlässen und gibt Konzerte im In- und Ausland. Das Repertoire des Chors umfasst mehrheitlich synagogale Lieder und Chasan-Begleitungen deutscher, französischer, polnischer und russischer Komponisten des 19. Jahrhunderts.